# Campanha da Rússia (1812)
A Invasão francesa da Rússia em 1812, também conhecida como a Campanha Russa em França (Campagne de Russie) e Guerra Patriótica de 1812 na Rússia (em russo:   Отечественная война 1812 года), foi um ponto de viragem durante as Guerras Napoleónicas. Reduziu a dimensão das forças francesas e forças aliadas (o Grande Armée) para uma pequena fracção de sua força inicial, e provocou uma grande mudança na política europeia uma vez que enfraqueceu dramaticamente a hegemonia francesa na Europa. A reputação de Napoleão como um génio militar invencível, foi severamente abalada, enquanto antigos aliados do Império Francês, primeiro o Reino da Prússia e depois o Império Austríaco, romperam a sua aliança com a França, e trocaram de lado, desencadeando a guerra da Sexta Coligação.
A campanha começou em 24 de junho de 1812, quando as forças de Napoleão atravessaram o rio Neman. Napoleão pretendia obrigar o imperador da Rússia  Alexandre I a permanecer no Bloqueio Continental do Reino Unido; um objectivo oficial era acabar com a ameaça de uma invasão russa da  Polónia. Napoleão designou a campanha de Segunda Guerra Polaca (em referência à "Primeira Guerra Polaca"); o governo russo proclamou uma Guerra Patriótica.
Quase meio milhão de homens, o Grande Armée, marchou pela Rússia Ocidental, ganhando uma série de pequenas batalhas e uma grande batalha (Batalha de Smolensk), entre 16 e 18 de Agosto. No entanto, no mesmo dia, a ala direita do exército russo, sob o comando do general Peter Wittgenstein, bloqueou parte do exército francês, liderado pelo marechal Nicolas Oudinot, na Batalha de Polotsk. Esta acção impediu os franceses de avançar sobre a capital russa de São Petersburgo; o destino da guerra tinha que ser decidida na frente de Moscovo, onde o próprio Napoleão liderou suas forças.
Embora os russos tenham utilizado a política da terra queimada, e, por vezes, tenham atacado o inimigo com a cavalaria ligeira de cossacos, o seu exército principal retirou-se por cerca de três meses. Este recuo prejudicou a confiança no marechal-de-campo Michael Andreas Barclay, levando Alexandre I a nomear um veterano, Príncipe Mikhail Kutuzov, o novo comandante-em-chefe. Finalmente, a 7 de setembro, os dois exércitos encontraram-se perto de Moscovo, na Batalha de Borodino. A batalha resultou na maior e mais sangrenta acção em um único dia, durante as Guerras Napoleónicas. Envolveu mais de 250 mil soldados e resultou em pelo menos 70 mil vítimas. Os franceses capturaram o campo de batalha, mas não conseguiram destruir o exército russo. Além disso, os franceses não conseguiram substituir as suas perdas, enquanto os russos o podiam fazer.
Napoleão entrou Moscovo no dia 14 de setembro, depois de o exército russo ter, novamente, recuado. Mas, por essa altura, os russos tinham já evacuado a cidade e até libertado criminosos das prisões para complicar o avanço francês. Além disso, o governador, o conde Fyodor Rostopchin, ordenou que a cidade fosse incendiada. Alexandre I recusou-se a capitular, e as conversações de paz iniciadas por Napoleão falharam. Em outubro, sem um sinal de vitória claro, Napoleão começou a sua retirada desastrosa de Moscovo, durante o período de chuvas e lama habituais no Outono russo.
Na Batalha de Maloyaroslavets, os franceses tentaram chegar a Kaluga, onde poderiam encontrar alimentos para os homens e para os animais. Mas o exército russo, bem alimentado, bloqueou a estrada, e Napoleão foi forçado a recuar pelo mesmo caminho de onde tinham vindo desde Moscovo, através das áreas fortemente devastadas ao longo da estrada de Smolensk. Nas semanas seguintes, o grande armée sofreu golpes catastróficos como o início do Inverno Russo, a falta de suprimentos e constantes ataques de camponeses russos e tropas irregulares. Quando as restantes tropas do exército de Napoleão atravessaram o rio Berezina em novembro, já só restavam 27 mil soldados; o grande armée tinha perdido 380 mil homens e 100 mil tinham sido feitos prisioneiros. Napoleão abandonou os seus homens e voltou para Paris para proteger a sua posição como Imperador e preparar-se para resistir aos avanços dos russos. A campanha terminou a 14 de dezembro de 1812, quando as últimas tropas francesas deixaram a Rússia.
Um evento de proporções épicas e de grande importância para a história da Europa, a invasão francesa da Rússia tem sido objecto de muita discussão entre os historiadores. A importância da campanha na cultura russa pode ser vista na obra de Liev Tolstoi, Guerra e Paz; na composição de Tchaikovsky, Abertura 1812; e a sua identificação com a invasão alemã de 1941-1945, que se tornou conhecida como a Grande Guerra Patriótica na União Soviética.

## A Campanha
Para um projeto dessas dimensões, em 1810 Napoleão começou a preparar uma tropa à altura. A grande armée (grande exército, em francês) reunia mais de meio milhão de homens. Eram 610 mil combatentes, levando 1 420 canhões. Ao todo, mais de 680 mil, se contarmos as tropas reservas. Esse gigantesco exército, além de franceses, era formado por gente do Reino da Prússia, Áustria, Baviera, Saxônia, Itália, Nápoles, Polônia, Espanha e Croácia.
A campanha começou na madrugada do dia 24 de junho de 1812, quando o grande exército napoleônico cruzou o rio Neman e invadiu a Rússia sem avisos ou declarações formais de guerra, e a 16 de agosto atacava Smolensk. A ação foi um golpe nos planos de Alexandre I, que desde maio vinha montando seu próprio grande exército. Incluindo cossacos e milícias populares, chegava-se à espantosa cifra de 900 mil homens. O problema é que essa massa militar estava sendo reunida na Moldávia, na Crimeia, no Cáucaso, na Finlândia e em regiões do interior do império, longe demais do local de entrada do exército francês. Por isso, em junho de 1812 os russos só conseguiram colocar cerca de 280 mil homens e 934 canhões na fronteira ocidental. A importante cidade de Smolensk caiu rapidamente. O exército russo decidiu não dar muita batalha aos franceses, uma decisão difícil do alto comando para não correr o risco de perder importantes forças em uma batalha praticamente perdida.
Ao todo, eram três exércitos cuidando da fronteira. O primeiro exército, com 160 mil homens, combateria sob as ordens do general e ministro da guerra, Mikhail Bogdanovich Barclay de Tolly, posicionado em direção a São Petersburgo. O segundo exército, de Pyotr Bagration, general e príncipe da Geórgia, tinha 62 mil homens e se fixara entre os rios Neman e Bug, ao norte dos pântanos de Pripet. Já o terceiro exército, do general Pyotr Alexander Tormasov, tinha cerca de 58 mil homens e olhava para o sul, em direção a Kiev. Sem condições de contra-atacar, os russos começaram a se retirar para o interior do país. Era uma necessidade para oferecer combate aos invasores. Em 8 de julho, a Rússia saiu às ruas para ouvir um manifesto de Alexandre I que chamava o povo a combater os franceses. As milícias populares vieram por causa do chamado, apoiado pela Igreja Ortodoxa. Cossacos, camponeses e até ciganos se alistaram aos milhares.
Mesmo assim, no dia 23 de julho o marechal Davout bloqueou a passagem do general Bagration em Mogilev (na atual Bielorrússia) e impediu sua reunião com Barclay e, por extensão, a reação russa. Os problemas, entretanto, já começavam a rondar a brigada francesa. Sem ter lutado nenhuma batalha decisiva, a grand armée havia sido reduzida em cerca de dois terços por causa de fadiga, fome, deserção e morte. A vantagem, porém, continuava ao lado de Napoleão. No lado oposto, o czar reclamava da incompetência de Barclay em interromper o avanço francês e o substituiu pelo veterano general Mikhail Illarionovich Kutuzov em 20 de agosto. Este, contudo, após tomar ciência da delicada situação, continuou a estratégia do seu antecessor de ceder terreno arrasado ao invasor ainda com mais vigor. Na época, ele disse o seguinte a seus homens: "Os franceses vieram para cá sozinhos e sozinhos voltarão". É preciso entender que essa retirada russa escondia um mecanismo perverso. Quanto mais os franceses avançavam, mais sofriam com a falta de comida e armamentos e cada vez mais se distanciavam da linha de suprimentos estabelecida na fronteira. Em paralelo, as fileiras de Alexandre I engordavam com alistamentos em massas. Preocupado em conseguir mantimentos, Napoleão rumou para a capital russa, onde tinha a certeza de poder se reabastecer. Não foi bem o que aconteceu.
Em setembro, com uma armada já numerosa e organizada, o general Kutuzov achou que chegara o momento de parar e lutar. Estacionou seus então 155 mil homens e 640 canhões na aldeia de Borodino, a menos de 150 km de Moscou. No dia 7 de setembro, às 6 horas da manhã, Napoleão deu início ao ataque com seus 135 mil homens e 587 canhões. O sangue jorrou até depois do pôr-do-sol. Foram cerca de 16 horas de confronto ininterrupto, transformando Borodino na maior batalha de um dia das Guerras Napoleônicas. Apesar de a vitória formal ter sido francesa, a armada de Napoleão amargou 58 mil mortos, incluindo 48 generais. Os russos perderam quase metade de seu exército: 66 mil baixas, incluindo 29 generais entre elas a do talentoso general Bagration. A demora na chegada do reforço e o massacre do dia anterior fizeram Kutuzov optar pela difícil decisão da retirada ainda mais para o leste e do abandono da capital. Mesmo sob severas reprimendas do czar, e de boa parte de seu estado-maior, Kutuzov conseguiu prevalecer a sua decisão de entregar a cidade sem oferecer combate nos portões, suportando uma forte pressão, e provando mais tarde que este sacrifício foi crucial para o estabelecimento do cruel destino do exército francês. Napoleão entrou então em Moscou, e encontrou a cidade surpreendentemente vazia, evacuada dias antes, prevendo a invasão. Em meio a indisciplina das tropas francesas, e a falta de autoridade dos oficiais perante as suas tropas, que não conseguiam impedir o saque, a pilhagem e a deserção dos soldados; grandes incêndios provocados por fogueiras mal-alocadas e sabotadores acabaram por transformar a cidade em pilhas de escombros. Enquanto Napoleão acampado esperava a rendição do czar, o inimigo recuperava seus exércitos rapidamente.

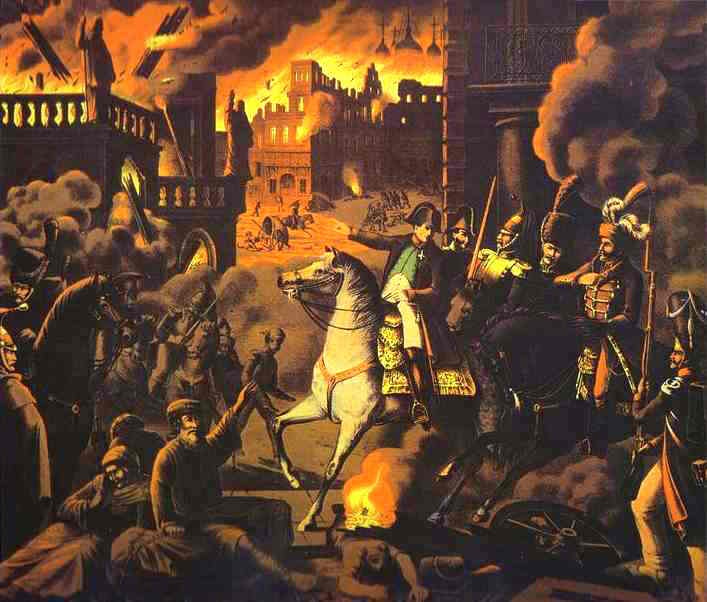
O exército de Napoleão em Moscou

Napoleão teve então de reavaliar as opções. Seu exército estava enfraquecido e com moral baixa. As linhas de abastecimento foram cortadas. A rendição inimiga não dava mostras de acontecer. Após cinco semanas de acampamento sobre as cinzas da cidade, o imperador francês decidiu dar meia volta e iniciar o retorno à França em 19 de outubro. Junto aos soldados, seguiram uma lenta procissão de carroças carregadas de peles, prata, porcelana e seda — fruto dos saques.
Em 24 de outubro, 20 mil homens do general francês Delzons procuravam suprimentos em Maloyaroslavets, a 121 km de Moscou. Ao dar com os primeiros franceses, o general russo Kutuzov cometeu um erro. Acreditando se tratar de uma fação desgarrada, enviou apenas 12 mil homens para detê-la. Na Batalha de Maloyaroslavets, apesar da vitória tática de Napoleão, o imperador francês foi empurrado de volta ao caminho devastado usado na ida. No dia 4 de novembro, uma neve pesada começou a cair sobre os franceses desnutridos. No dia 9 de novembro, a temperatura caiu para cerca de -26 °C e continuava baixando. O frio penetrava nas roupas esfarrapadas dos soldados e se somava à exaustão. Muitos mal conseguiam andar, cair simplesmente significava não levantar mais, devido a tamanha fraqueza das tropas. Centenas de franceses acampavam para dormir nas longas noites nas estepes geladas e simplesmente amanheciam congelados devido ao inverno ou então assados pela proximidade das fogueiras que montavam, na tentativa de escapar do frio. Somado a isto, surgiam os constantes ataques dos cossacos liderados pelo chefe Matvey Ivanovich Platov, e pelas guerrilhas camponesas pelo caminho de volta. Quando essa multidão maltrapilha finalmente alcançou os suprimentos guardados em Smolensk, todo o resquício da disciplina militar desapareceu.  Uma turba de soldados famélicos saqueou os armazéns e destruiu boa parte dos alimentos, que poderiam ter durado o inverno inteiro. Por volta do dia 16 de novembro, sob o frio de -32 °C, a marcha tentava ir para casa. A partir de Smolensk, criou-se o sentimento de cada um por si nas tropas francesas. As armas e bagagens de saque, agora inúteis e inoportunas, eram abandonadas pelo caminho. Os cadáveres congelados espalhavam-se aos milhares pelas estradas, vilas abandonadas e florestas. Lutar contra o exército russo não era mais possibilidade, somente havia entre o imaginário do restante do exército francês o desejo cego de fugir.
É esclarecedor sobre a terrífica retirada este texto de obra do historiador e escritor J. Lucas-Dubreton:
Nas estradas geladas, luzidias como espelhos, os cavalos tombavam, obrigando-os a abandonar as carroças que transportavam o tesouro. Do norte chegava um vento gelado, capaz de queimar; o cano do fuzil grudava nas mãos, a pele inchava, cheia de bolhas; e as extremidades dos dedos, duras e descoradas, pareciam bolas de marfim. Cobertos de andrajos, os olhos injetados, o rosto tumefato, infestados de vermes - fazia três meses que não trocavam de farda nem de roupa de baixo -, os antigos vencedores da Europa lutavam contra a agonia. Se adormecessem, era a morte; se resistissem, se um passante os arrastasse um pouco mais adiante, ela estava apenas adiada. Os mais fracos morriam primeiro, o sangue na boca e, antes mesmo que expirassem, seus camaradas já os haviam despido. Neste oceano de barbárie, nunca há de ter havido semelhante trajetória de cadáveres na extensão da que seguiram os que fizeram essa campanha; eles estão em todos os cantos, em todas as estradas, frescos e velhos. A natureza humana, exaurida, desgastada pelo sofrimento, punha sua trama a nu, sua fibra fundamental; já não havia hierarquia nem disciplina; só um egoísmo feroz; todos curvados sob o mesmo nível de miséria. A própria velha guarda tinha perdido a bela compostura, e Napoleão se viu obrigado a chamá-la à ordem: "Não deem ouvidos a esses fracos que a desgraça abate e que não sabem sofrer. Façam justiça, pelas próprias mãos, com aqueles que, dentre vocês, saírem da fila durante a marcha; estabeleçam uma disciplina interior em cada companhia, e que os homens que se comportarem mal sejam apedrejados pelos camaradas".

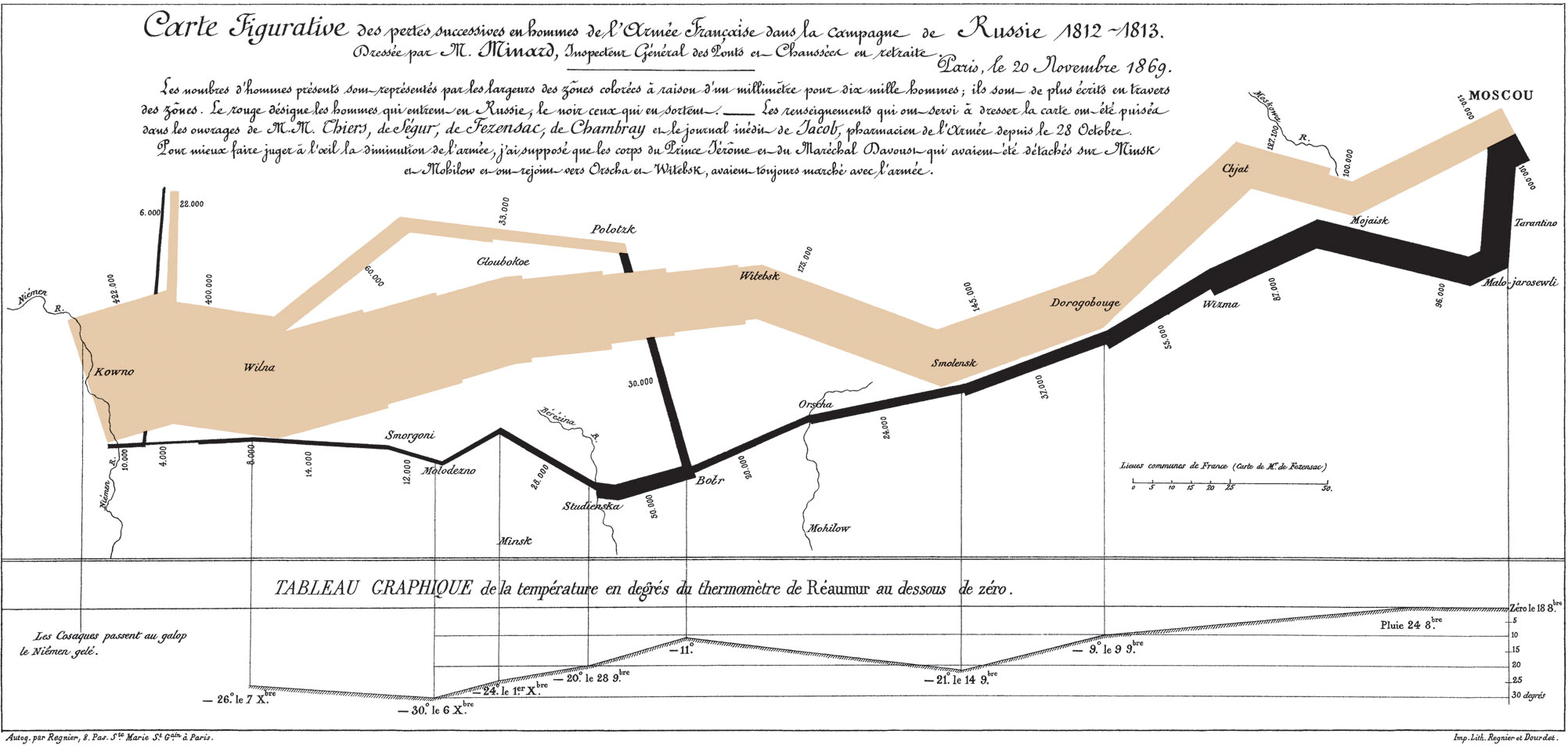
O gráfico histórico de Charles Joseph Minard mostra a evolução do exército francês ao longo da campanha, e a respectiva quantidade de homens, bem como as condições atmosféricas

O passo seguinte era atravessar o rio Berezina (na atual Bielorrússia). No dia 26 de novembro, os remanescentes da armada francesa caíram numa armadilha. Pela frente os russos seguravam a ponte. Por trás pressionava o exército de Kutuzov. Em segredo, Napoleão enviou seu corpo de engenharia para construir uma ponte improvisada sobre o semicongelado Berezina. Quando os russos perceberam, abriram fogo. Cerca de 10 mil russos pereceram, contra 36 mil franceses, muitos dos quais só foram encontrados com o degelo da primavera. No dia 14 de dezembro de 1812, sob um frio de -38 °C, o que restou da grande armeé conseguiu cruzar o rio Nemen de volta; apenas 10 mil homens em estado lastimável, incluindo um Bonaparte perplexo. A contagem das baixas do fracasso napoleônico: 550 mil homens mortos. No lado russo, 250 mil soldados efetivos e 50 mil entre milícias cossacas e populares. A campanha da Rússia mostrou que Napoleão não era invencível. Muitos países se rebelaram. Era o fim do sonho napoleônico de um domínio da Europa.

## Legado
A invasão do exército de Napoleão de 1812 deixou uma profunda herança no imaginário russo; da sensação de perdição do país, da completa destruição de Moscou, e da improvável virada posterior, e o extermínio e expulsão dos invasores, este episódio marcou a cultura da França e da Rússia e de suas tradições militares.
Carl von Clausewitz, um general prussiano da época e teórico literário militar, esclareceu em suas obras que na invasão napoleônica de 1812 na Rússia, surgiu e definiu-se as características da chamada "guerra total", onde os lados combatentes buscam destruir e conquistar não apenas os alvos militares, mas todos os componentes no caminho do conflito, mobilizando todos os recursos disponíveis, inclusive os ligados na vida civil.
Toda a história da campanha napoleônica na Rússia gerou a famosa obra literária Guerra e Paz de Leon Tolstói; escrita ainda na segunda metade do século XIX, eternizando dezenas de passagens da campanha, a maioria verídicas.
A derrota inicial da Rússia e sua vitória final também são lembrados na Abertura 1812 de Tchaikovsky.
Até 1941 ela era conhecida na Rússia sob o nome de "Guerra Patriótica" (em russo Отечественная война, Otechestvennaya Voyna). Atualmente, o termo russo Guerra Patriótica de 1812 a distingue da Grande Guerra Patriótica, que designa a campanha levada à cabo pelos Soviéticos contra os Nazistas durante a Segunda Guerra Mundial.

## Sepultamentos de soldados da campanha de 1812 em 2003 e 2010
Em meados de 2010 um grupo de amantes da história, que procuravam restos mortais de soldados da Segunda Guerra Mundial, encontraram dezoito soldados do Grande Exército de Napoleão I, numa região próxima à cidade de Vilnius, na Lituânia.
Com os botões dos uniformes, que estavam bem conservados, foi possível determinar que os soldados pertenciam ao 29.º regimento de infantaria, ao 2.° regimento de dragões e ao 7.° regimento de hussardos, unidades estas que faziam a guarda de Napoleão na retirada das tropas francesas na campanha da Rússia em 1812.
Desta maneira, os restos dos soldados descobertos em 2010 foram enterrados em novembro deste ano, junto com outros dois mil corpos de soldados napoleônicos descobertos em 2001 e sepultados em 2003, no cemitério de Antakalnis, em Vilnius.